# دواين بنجامين
دواين بنجامين هو اقتصادي كندي، ولد في 10 مارس 1961 في أوريليا في كندا.